# Gare de Miyazaki
La gare de Miyazaki (宮崎駅, Miyazaki-eki) est une gare ferroviaire de la ville de Miyazaki dans la préfecture du même nom. La gare est exploitée par la compagnie JR Kyushu.

## Situation ferroviaire
La gare de Miyazaki est située au point kilométrique (PK) 339,9 de la ligne principale Nippō.

## Histoire
La gare a été inaugurée le 15 décembre 1913.

## Service des voyageurs

### Accueil
La gare dispose d'un bâtiment voyageurs ouvert tous les jours, avec des guichets et des automates pour l'achat de titres de transport.

### Desserte
- Ligne principale Nippō :
  - voies 1 et 2 : direction Nobeoka, Ōita et Kokura
  - voies 2 à 4 : direction Miyakonojō et Kagoshima-Chūō
- Ligne Nichinan :
  - voies 1 à 4 : direction Nichinan et Shibushi
- Ligne de l'Aéroport de Miyazaki :
  - voie 4 : direction Aéroport de Miyazaki